# Jodie Comer
Pour les articles homonymes, voir Comer.
Jodie Comer, née le 11 mars 1993 à Liverpool, en Angleterre, est une actrice britannique.
Elle se fait mondialement connaître pour ses rôles d'Élisabeth d'York dans la mini-série historique The White Princess (2017) et celui de la tueuse Villanelle dans la série d'espionnage Killing Eve de 2018 à 2022.
Son interprétation de Villanelle lui permet de remporter le British Academy Television Award de la meilleure actrice en mai 2019 et le Primetime Emmy Award de la meilleure actrice dans une série télévisée dramatique en septembre de la même année.

## Biographie
Jodie Comer est née et a grandi à Liverpool. Son père est masseur-kinésithérapeute pour l'Everton Football Club. Sa mère travaille pour Merseytravel (en), qui est chargé de la gestion des transports en commun du comté métropolitain de Merseyside. Elle a un petit frère, Charlie.
Elle suit ses études secondaires à la  St Julie's Catholic High School (en) de Liverpool. Elle y suit des cours de théâtre et attire l'attention de son professeur de théâtre lorsqu'elle joue un monologue pendant un spectacle de talents de son établissement scolaire. Ce même monologue lui avait permis de gagner un concours de théâtre local. Cette performance lui permet de participer au casting d'une pièce de théâtre pour la radio anglaise BBC Radio 4 : elle obtient alors son tout premier rôle. Les autres acteurs de la pièce soulignent son talent et l'encouragent à se lancer dans une carrière d'actrice. Elle engage alors un agent.
En février 2020, elle crée et dirige la société Jodesco Limited pour gérer sa carrière artistique.
En mai 2023, elle est invitée au Met Gala à New-York.
Elle soutient les associations Stand Up to Cancer et Tyred.

## Carrière
Elle fait ses débuts en 2008 avec un rôle d'invité dans The Royal Today, une série dérivée de The Royal. Elle apparaît ensuite dans plusieurs séries telles que Holby City, Doctors, Affaires non classées, Casualty, Londres, police judiciaire, Les Enquêtes de Vera, ou encore Remember Me.
De 2013 à 2015, elle joue dans Journal d'une ado hors norme. En 2015, elle tourne dans plusieurs épisodes de Doctor Foster et l'année suivante elle joue un des rôles principaux de la mini-série Thirteen. En 2017, elle retrouve un rôle dans The White Princess et fait ses débuts au cinéma avec le film England is Mine.
Elle accède à une notoriété internationale en avril 2018 lorsqu'elle obtient un des rôles principaux, aux côtés de Sandra Oh, dans la série à succès Killing Eve écrite et produite par Phoebe Waller-Bridge. En mai 2019, elle remporte pour ce rôle le British Academy Television Award de la meilleure actrice et, en septembre de la même année, le Primetime Emmy Award de la meilleure actrice dans une série télévisée dramatique. Parmi les actrices nommées pour ces deux récompenses figure aussi Sandra Oh.
En 2019, elle fait une courte apparition surprise dans Star Wars, Épisode IX : L'Ascension de Skywalker de J. J. Abrams. L'année suivante, elle tourne aux côtés de Ryan Reynolds dans le film Free Guy de Shawn Levy.
En 2019, elle est élue parmi les trente personnalités européennes de moins de 30 ans les plus influentes par le magazine Vogue.
En 2021, elle joue avec Matt Damon, Ben Affleck et Adam Driver dans le film Le Dernier Duel (The Last Duel) de Ridley Scott.
Elle joue également dans le téléfilm Help diffusé sur Channel 4 et qui lui vaut son deuxième BAFTA de la meilleure actrice.
Jodie Comer fait ses débuts au théâtre en avril 2022 dans la pièce de Suzie Miller Prima Facie au théâtre Harold Pinter du West End à Londres. Seule en scène, elle reçoit un accueil public et critique très enthousiaste. La pièce est diffusée dans les cinémas britanniques à partir du 21 juillet 2022.
En avril 2023, elle fait ses débuts à Broadway, au Golden Theatre, pour reprendre le rôle de Tessa dans Prima Facie,. Grâce à ce premier rôle au théâtre, Jodie Comer obtient plusieurs prix pour son interprétation, donc un Laurence Olivier Award au Royaume-Uni et un Tony Award aux États-Unis.
En octobre 2023, elle prête sa voix et son visage au jeu vidéo Alone in the Dark aux côtés de David Harbour.
Au 1er trimestre 2026, elle reprend la pièce Prima Facie en tournée en Grande-Bretagne et en Irlande.

## Filmographie

### Cinéma

#### Longs métrages
- 2017 : England is Mine de Mark Gill : Christine
- 2019 : Star Wars, Épisode IX : L'Ascension de Skywalker (Star Wars : Episode IX – The Rise of Skywalker) de J. J. Abrams : Miramir
- 2021 : Free Guy de Shawn Levy : Millie Rusk / Molotov Girl
- 2021 : Le Dernier Duel (The Last Duel) de Ridley Scott : Marguerite de Carrouges
- 2023 : The End We Start From de Mahalia Belo : Femme
- 2023 : The Bikeriders de Jeff Nichols : Kathy Cross
- 2025 : 28 Ans plus tard (28 Years Later) de Danny Boyle : Isla

#### Courts métrages
- 2012 : The Last Bite de Federico Fernandez-Armesto : Marcy
- 2013 : In T'Vic de Brady Hood : Holliday
- 2019 : Either Way de Benn Northover : Madame

### Télévision

#### Séries télévisées
- 2008 : The Royal Today (en) : Leanne (saison 1, épisode 41)
- 2010 : Holby City : Ellie Jenkins (saison 12, épisode 16 Promises)
- 2010 : Waterloo Road (en) : Sarah Evan (saison 6, épisode 3)
- 2011 : Justice (en) (mini-série) : Sharna Mulhearne (5 épisodes)
- 2012 : Doctors : Kelly Lowther (saison 13, épisode 183 Another Day, Another Dollar)
- 2012 : Affaires non classées (Silent Witness) : Eve Gilston (saison 15, épisodes 11 et 12 Fear : Part 1 et 2)
- 2012 : Good Cop (en) (mini-série) : Amy (saison 1, épisode 1)
- 2012 : Casualty : Maddy Eldon (saison 27, épisode 5 I'll See You in my Dreams)
- 2012-2013 : Coming Up (en) : Cat Sullivan (saison 10, épisode 5 Postcode Lottery) / Gemma (saison 11, épisode 3 Big Girl)
- 2013 : Londres, police judiciaire (Law and Order : UK) : Jess Hays (saison 7, épisode 4 Fatherly Love)
- 2013 : Les Enquêtes de Vera (Vera) : Izzy Rawlins (saison 3, épisode 3 Young Gods)
- 2013-2015 : Journal d'une ado hors norme (My Mad Fat Diary) : Chloe Gemell (16 épisodes)
- 2014 : Inspecteur George Gently (Inspector George Gently) : Justine Leyland (saison 6, épisode 2 Blue for Bluebird)
- 2014 : Remember Me (en) (mini-série) : Hannah Ward (saison 1, épisodes 1 à 3)
- 2015-2017 : Doctor Foster : Kate Parks / Kate (9 épisodes)
- 2016 : Thirteen (mini-série) : Ivy Moxam (5 épisodes)
- 2016 : Rillington Place (mini-série) : Beryl Evans (épisodes 1 et 2)
- 2017 : The White Princess (mini-série) : Princesse Élisabeth d'York (épisodes)
- 2018 : Snatches : Moments from Women's Lives (mini-série) : Linda (épisode 3 Bovril Pam)
- 2018-2022 : Killing Eve : Villanelle / Oksana (32 épisodes)
- 2020 : Alan Bennett's Talking Heads : Lesley (saison 1, épisode 4 Her Big Chance)

#### Téléfilms
- 2015 : L'Amant de Lady Chatterley (Lady Chatterley's Lover) de Jed Mercurio : Ivy Bolton
- 2021 : Help de Marc Munden : Sarah

### Jeu vidéo
- 2024 : Alone in the Dark : Emily Hartwood (voix)

## Théâtre
- 2022 : Prima Facie de Suzie Miller : Tessa, Harold Pinter Theatre, Londres
- 2023 : Prima Facie de Suzie Miller : Tessa, Golden Theatre, New York
- 2026 : Prima Facie de Suzie Miller : Tessa, tournée en Grande-Bretagne et Irlande

## Distinctions
Sauf indication contraire, les informations mentionnées dans cette section peuvent être confirmées par la base de données cinématographiques IMDb,  présente dans la section « Liens externes ».

### Récompenses
- 2019 : British Academy Television Awards : Meilleure actrice pour Killing Eve
- 2019 : Gold Derby Awards : Meilleure actrice dans une série télévisée dramatique pour Killing Eve
- 2019 : Primetime Emmy Awards : Meilleure actrice dans une série télévisée dramatique pour Killing Eve
- 2019 : Critics Choice Awards : Meilleure actrice dans une série dramatique pour Killing Eve
- 2022 : BAFTA de la Meilleure actrice pour Help.
- 2022 : Edinburg TV Awards : Meilleure actrice dramatique pour Help[11]
- 2022 : Seoul International Drama Awards : Meilleure actrice pour Help
- 2022 : Stage Debut Awards : Meilleure actrice pour Prima Facie [12]
- 2022 : Evening Standard Theatre Awards : Meilleure actrice pour Prima Facie (Natasha Richardson Award) [13]
- 2023 : WhatsOnStage Awards : Meilleure actrice pour Prima Facie [14]
- 2023 : Laurence Olivier Awards : Meilleure actrice pour Prima Facie [15]
- 2023 : Drama Desk Awards ; Meilleure actrice seule en scène pour Prima Facie[16]
- 2023 : Outer Critics Circle Awards : Meilleure actrice seule en scène pour Prima Facie [17]
- 2023 : Theatre World Awards : Espoir pour Prima Facie [18]
- 2023 : Tony Awards : Meilleure actrice pour Prima Facie [19]

### Nominations
- 2017 : British Academy Television Awards : Meilleure actrice pour Thirteen
- 2018 : Gold Derby Awards : Meilleure actrice dans une série télévisée dramatique pour Killing Eve
- 2018 : IGN Summer Movie Awards : Meilleure performance dramatique à la télévision pour Killing Eve
- 2018 : Online Film & Television Association : Meilleure actrice dans une série télévisée dramatique pour Killing Eve
- 2018 : Television Critics Association Awards : Meilleure actrice dans une série télévisée dramatique pour Killing Eve
- 2019 : Critics' Choice Television Awards : Meilleure actrice dans une série télévisée dramatique pour Killing Eve
- 2019 : GLAAD Media Awards : Meilleure performance télévisuelle de l'année par une actrice pour Killing Eve
- 2019 : MTV Movie & TV Awards : Meilleur méchant à la télévision pour Killing Eve
- 2019 : National Television Awards : Meilleure performance dramatique pour Killing Eve
- 2019 : Online Film & Television Association : Meilleure actrice dans une série télévisée dramatique pour Killing Eve
- 2019 : Television Critics Association Awards : Meilleure actrice dans une série télévisée dramatique pour Killing Eve
- 2020 : Golden Globes : Meilleure actrice dans une série dramatique pour Killing Eve
- 2020 : Primetime Emmy Awards : Meilleure actrice dans une série télévisée dramatique pour Killing Eve
- 2021 : Golden Globes : Golden Globe de la meilleure actrice dans une série télévisée dramatique pour Killing Eve[20]
- 2022 : Saturn Awards : Meilleure actrice dans un second rôle pour Free Guy
- 2022 : Primetime Emmy Awards : Meilleure actrice dans une série télévisée dramatique pour Killing Eve[21]
- 2023 : Outer Critics Circle Awards : Meilleure actrice seule en scène pour Prima Facie[22]
- 2023 ; Drama League Awards : Meilleure performance pour Prima Facie[23]
- 2023 : Broadway.com Audience Choice Awards : Meilleure performance pour Prima Facie [24]